# Adami Márton
Adami Márton (Deutschbrod, Csehország, 1629. – Lőcse, 1699) evangélikus lelkész, egyházi író.

## Élete
Atyja, Adami Vencel szintén lelkész volt. Hazájukból kiűzött szüleivel Magyarországra jött, és először Trencsénben, majd Lőcsén telepedtek le, ahol alsóbb iskoláit végezte; innen külföldre ment, és Toruńban, majd Königsbergben tanult 1646-ig. Ezen évben visszajött Magyarországba, és Szepesremetén nyert lelkészi állást. 1658-ban, mikor Böhm Kristóf mint főlelkész jött Pozsonyból Lőcsére, Adami már ekkor ott diakónus volt, és Böhmöt latin versekkel üdvözölte, melyeket „Klein Nachrichten”-jében kinyomtatott; még 1664-ben is azt a hivatalt viselte, amikor Zabeler Jób lakodalmára a latin versekkel tisztelgők sorában találjuk őt is. 1668-ban a kassai zsinatban részt vett, és 1674-ben lelkész társaival együtt ő is száműzetésbe ment, mígnem 1682-ben ismét visszatért hazájába, s lelkészi hivatalát elfoglalta.

## Művei
- Meditationes natales. Das ist Weihnacht-Betrachtungen. (Egyetlen példánya sem maradt fenn)
- Onomastéria Salvatoris nati celebris aneb Slawnost Wanočnj powinna. (Lőcse, 1659.)[1]
- Die andere Weynacht-Betrachtungen. (Lőcse, 1682.)
- Trost-Lied über den Todestall dess Herrn David Spillenbergers. (Lőcse, 1684.)